# Rosse tiran
De rosse tiran (Myiarchus semirufus), voorheen 'brandingtiran', is een zangvogel uit de familie Tyrannidae (tirannen).

## Verspreiding en leefgebied
Deze soort is endemisch in noordwestelijk Peru in de aride kuststrook ten oosten van de Andes.

## Status
De grootte van de populatie is in 2020 geschat op 2500-10.000 volwassen vogels. Het verspreidingsgebied is klein en de aantallen nemen af door habitatverlies. Op de Rode lijst van de IUCN heeft deze soort daarom de status kwetsbaar.